# Кирва, Юнис
Юнис Кирва (англ. Eunice Kirwa, род. 20 мая 1984 года, Кения) — кенийско-бахрейнская легкоатлетка, специализирующаяся в беге на длинные дистанции. Серебряный призёр Олимпиады 2016 года в Рио-де-Жанейро, бронзовый призёр чемпионата мира 2015 года в Пекине.

## Биография и карьера
В 2012 году она выиграла свой дебютный марафон, а затем финишировала второй в Амстердаме с личным рекордом — 2:21:41. Трижды побеждала в Нагойском марафоне (2015, 2016, 2017). Дважды приходила первой на Полумарафоне Гифу (2015, 2016)
Замужем, воспитывает дочь.

## Основные результаты
| Год  | Соревнования                                   | Место проведения         | Дистанция | Результат | Время   |
| ---- | ---------------------------------------------- | ------------------------ | --------- | --------- | ------- |
| 1999 | Чемпионат мира по лёгкой атлетике среди юношей | Быдгощ, Польша           | 1500 м    | 5         | 4:27,78 |
| 2001 | Чемпионат мира по лёгкой атлетике среди юношей | Дебрецен, Венгрия        | 1500 м    | 7 (q)     | 4:29,46 |
| 2014 | Летние Азиатские игры                          | Инчхон, Республика Корея | марафон   | 1         | 2:27:39 |
| 2015 | Чемпионат мира по лёгкой атлетике              | Пекин, Китай             | марафон   | 3         | 2:27:39 |
| 2016 | Летние Олимпийские игры                        | Рио-де-Жанейро, Бразилия | марафон   | 2         | 2:24:13 |